# マルコ・マンフレディ
マルコ・マンフレディ（Marco Manfredi、1997年9月18日 - ）は、ユナイテッド・ラグビー・チャンピオンシップ、ベネットン・ラグビーに所属するラグビーユニオン選手。

## プロフィール
- ドイツ、フライブルク出身[1]。
- ポジションはフッカー(HO)。
- 身長 183cm、体重 106kg
- U20イタリア代表に選ばれたことがある[2]。
- イタリア代表キャップは3（2024年3月現在）でラグビーワールドカップ2023のイタリア代表に選ばれた[3]。

## 略歴
サン・ドナ、モンペリエ、カルヴィザーノを経て、2019年、ゼブレ・パルマに加入。 
2024年、ベネットンに加入。